# Campbell megye (Virginia)
Campbell megye az Amerikai Egyesült Államokban, azon belül Virginia államban található. Megyeszékhelye Rustburg, legnagyobb városa Altavista. Lakosainak száma 55 696 fő (2020. április 1.). Campbell megye Lynchburg, Amherst, Appomattox, Charlotte, Halifax, Pittsylvania és Bedford megyékkel határos.

## Népesség
A megye népességének változása:
| Lakosok száma | 54 880 | 55 179 | 55 069 | 55 235 | 55 086 | 55 696 |
|               | 2010   | 2011   | 2012   | 2013   | 2015   | 2020   |